# Акилов, Пулатбай
Пулатбай Акилов (1898 год, кишлак Окарык, Ходжентский уезд, Самаркандская область, Туркестанское генерал-губернаторство, Российская империя — 1970 год, кишлак Окарык, Ленинабадский район, Ленинабадская область, Таджикская ССР) — звеньевой колхоза имени Молотова Ленинабадского района Ленинабадской области, Таджикская ССР. Герой Социалистического Труда (1948).

## Биография
Родился в 1898 году в крестьянской семье в кишлаке Окарык Ходжентского уезда. С раннего возраста занимался батрачеством. С 1930 года — рядовой колхозник хлопководческого колхоза имени Сталина (позднее — имени Молотова, с 1957 года — колхоз «Победа», с 1967 года — имени Саидходжи Урунходжаева) Ходжентского района (с 1936 года — Ленинабадского района). С 1933 года этим колхозом руководил Саидходжа Урунходжаев (дважды Герой Социалистического Труда — 1948, 1957). Позднее был назначен звеньевым хлопководческого звена. В 1936 году вступил в ВКП(б).
В 1937 году призван на срочную службу в Красную Армию, которую окончил в 1940 году. С 1941 года участвовал в Великой Отечественной войне. После демобилизации в 1945 году возвратился на родину и продолжил трудиться звеньевым хлопководческого звена в колхозе имени Молотова Ленинабадского района.
В 1947 году звено Пулатбая Акилова получило в среднем по 60,7 центнеров хлопка-сырца с каждого гектара на участке площадью 3,5 гектаров. Указом Президиума Верховного Совета СССР от 1 марта 1948 года «за получение высокого урожая хлопка при выполнении колхозом обязательных поставок и натуроплаты за работу МТС в 1947 году и обеспеченности семенами зерновых культур для весеннего сева 1948 года» удостоен звания Героя Социалистического Труда с вручением ордена Ленина и золотой медали Серп и Молот.
В 1956 году вышел на пенсию. Персональный пенсионер союзного значения. Проживал в родном кишлаке Окарык, где скончался в 1970 году.
Награды
- Герой Социалистического Труда
- Орден Ленина
- Орден Трудового Красного Знамени (03.05.1949)
- Почётная Грамота Президиума Верховного Совета Таджикской ССР